# Michelle Schatzman
Michelle Véra Schatzman (* 8. Dezember 1949 in Paris; † 20. August 2010 in Lyon) war eine französische Mathematikerin. Sie war auf angewandte Mathematik spezialisiert. Sie war Directrice de recherche am CNRS und Professorin an der Universität Lyon I.

## Familie
Michelle Schatzman wurde in eine säkulare jüdische Familie hineingeboren. Ihr Vater war der Astrophysiker Evry Schatzman. Ihre Mutter Ruth Schatzman geb. Fisher (1920–2020) unterrichtete Russisch zunächst am Lycée, ab 1968 im Hochschulbereich, und war anerkannte Expertin für russische Märchen und Volkssagen.
Michelle Schatzman heiratete 1975 Yves Pigier. Aus der Ehe gingen zwei Kinder hervor, Claude Mangoubi und René Pigier. Sie ließen sich 1988 scheiden.

## Studium und Karriere
Michelle Schatzman wurde 1968 als Beste ihres Jahrgangs in die École normale supérieure de jeunes filles aufgenommen. Sie bestand 1971 die Agrégation (Staatsprüfung für das höhere Lehramt) und wurde im selben Jahr unter der Leitung von Haïm Brezis an der Universität Pierre und Marie Curie (Paris VI) promoviert (doctorat de troisième cycle). 1979 schloss sie unter der Leitung von Jacques-Louis Lions das Doctorat d’État ab (entspricht etwa einer Habilitation).
Von 1972 bis 1984 forschte sie am Laboratoire d’analyse numérique der Universität Paris 6, heute Laboratoire Jacques-Louis Lions, und ab Frühjahr 1981 am Centre de Mathématiques appliquées (Zentrum für angewandte Mathematik) der École polytechnique.
1984 wurde sie Universitätsprofessorin an der Universität Lyon I.
Sie kehrte 2005 als Directrice de recherche zum CNRS zurück, ohne jedoch ihre Lehrtätigkeit aufzugeben.
Im Laufe der Jahre verfasste sie mehr als 70 wissenschaftliche Artikel, von denen viele bahnbrechend waren und immer noch ausführlich zitiert werden.

## Preise und Auszeichnungen
- 2008: Ritter der Ehrenlegion[6]
- 2006: Claude-Berthault-Preis der Académie des sciences[7]
- Ein 1996 vorgeschlagenes Modell der Entwicklung der Wirbeldichte in Supraleitern wurde u. a. nach ihr benannt: das Chapman-Rubinstein-Schatzman-Modell.[8]

## Veröffentlichungen
- « Analyse numérique, Une approche mathématique », erstmals 1991 bei Masson erschienen und 2001 bei Dunod neu aufgelegt.